# Senador José Bento
Senador José Bento là một đô thị thuộc bang Minas Gerais, Brasil. Đô thị này có diện tích 94,589 km², dân số năm 2007 là 1908 người, mật độ 27,9 người/km².